# Prix Bram-Stoker
Le prix Bram-Stoker est un prix littéraire récompensant une œuvre de dark fantasy ou d'horreur et décerné par la Horror Writers Association (en).
Créé en 1987 et rendant hommage à Bram Stoker, auteur du mythique Dracula, le prix est attribué par les membres actifs de la Horror Writers Association. Remis une fois par an, lors de la conférence annuelle de l'association, le prix Bram-Stoker récompense une œuvre parue l'année précédente. Comme pour beaucoup de prix américain, l'année du prix est celle de la sortie de l'œuvre, et non de la cérémonie : les prix Bram-Stoker 2016 ont ainsi été décernés en 2017.
Depuis 2001, douze catégories sont représentées (dont roman, nouvelle, recueil de nouvelles, premier roman et scénario).
Le vainqueur remporte une sculpture de Steven Kirk représentant un manoir hanté.

## Catégories de récompense
- Meilleur roman (depuis 1987)
- Meilleur premier roman (depuis 1987)
- Meilleur livre pour jeunes lecteurs (de 1998 à 2004)
- Meilleur roman pour jeunes adultes (depuis 2011)
- Meilleur roman pour adolescents (depuis 2022)
- Meilleure nouvelle longue (depuis 1998)
- Meilleure nouvelle courte (depuis 1998)
- Meilleur recueil de nouvelles (depuis 1998)
- Meilleure anthologie (depuis 1988)
- Meilleur recueil de poèmes (depuis 2000)
- Meilleur livre non-fictif (depuis 1987)
- Meilleur œuvre courte non fictive (depuis 2019)
- Meilleur roman graphique (meilleur récit illustré de 1998 à 2004, meilleur roman graphique depuis 2011)
- Meilleur scénario (de 1998 à 2004 puis depuis 2011)
- Grands maîtres (depuis 1987)

## Palmarès

### Années 1980

#### 1987
- Roman : Misery (Misery) par Stephen King et Swan Song (Swan Song) par Robert McCammon (ex æquo)
- Premier roman : The Manse par Lisa Cantrell
- Nouvelle longue : L'Homme en forme de poire (The Pear-Shaped Man) par George R. R. Martin et The Boy Who Came Back from the Dead par Alan Rodgers (en) (ex æquo)
- Nouvelle courte : The Deep End par Robert McCammon
- Recueil de nouvelles : The Essential Ellison par Harlan Ellison
- Livre non-fictif : Mary Shelley par Muriel Spark
- Grands maîtres : Fritz Leiber, Frank Belknap Long et Clifford D. Simak

#### 1988
- Roman : Le Silence des agneaux (The Silence of the Lambs) par Thomas Harris
- Premier roman : The Suiting par Kelley Wilde
- Nouvelle longue : Orange pour l'angoisse, bleu pour la folie (Orange Is For Anguish, Blue Is for Insanity) par David Morrell
- Nouvelle courte : Night They Missed the Horror Show par Joe R. Lansdale
- Recueil de nouvelles : Charles Beaumont: Selected Stories par Charles Beaumont
- Livre non-fictif : non attribué
- Grands maîtres : Ray Bradbury et Ronald Chetwynd-Hayes (en)

#### 1989
- Roman : L'Échiquier du mal (Carrion Comfort) par Dan Simmons
- Premier roman : La Volupté du sang (Sunglasses After Dark) par Nancy A. Collins
- Nouvelle longue : On the Far Side of the Cadillac Desert With Dead Folks par Joe R. Lansdale
- Nouvelle courte : Mange-moi (Eat Me) par Robert McCammon
- Recueil de nouvelles : Derrière l'écran / Intrusion / La Poupée à tout faire / Le Pays de l'ombre / La Touche finale (Richard Matheson: Collected Stories) par Richard Matheson
- Livre non-fictif : Harlan's Ellison Watching par Harlan Ellison et Horror: 100 Best Books par Stephen Jones (en) et Kim Newman (ex æquo)
- Grand maître : Robert Bloch

### Années 1990
| Sommaire : | - Haut - 1990 - 1991 - 1992 - 1993 - 1994 - 1995 - 1996 - 1997 - 1998 - 1999 |

#### 1990
- Roman : Mary Terreur (Mine) par Robert McCammon
- Premier roman : Révélation (The Revelation) par Bentley Little
- Nouvelle longue : Stephen par Elizabeth Massie (en)
- Nouvelle courte : The Calling par David B. Silva
- Recueil de nouvelles : Minuit 2 / Minuit 4 (Four Past Midnight) par Stephen King
- Livre non-fictif : Dark Dreamers: Conversations with the Masters of Horror par Stanley Wiater
- Grands maîtres : Hugh B. Cave (en) et Richard Matheson

#### 1991
- Roman : Le Mystère du lac (Boy's Life) par Robert McCammon
- Premier roman : Brèche vers l'Enfer (The Cipher) par Kathe Koja et Prodigal par Melanie Tem (en) (ex æquo)
- Nouvelle longue : The Beautiful Uncut Hair of Graves par David Morrell
- Nouvelle courte : Lady Madonna par Nancy Holder
- Recueil de nouvelles : Prayers to Broken Stones par Dan Simmons
- Livre non-fictif : Clive Barker's Shadows in Eden par Stephen Jones (en)
- Grand maître : Gahan Wilson

#### 1992
- Roman : Le Sang de l'agneau (Blood of the Lamb) par Thomas F. Monteleone
- Premier roman : Sineater par Elizabeth Massie (en)
- Nouvelle longue : Aliens: Tribes par Stephen Bissette et The Events Concerning a Nude Fold-Out Found in a Harlequin Romance par Joe R. Lansdale (ex æquo)
- Nouvelle courte : Photo de classe (This Year's Class Picture) par Dan Simmons
- Recueil de nouvelles : Mr. Fox and Other Feral Tales par Norman Partridge (en)
- Livre non-fictif : Cut! Horror Writers on Horror Film par Christopher Golden
- Grand maître : Ray Russell (en)

#### 1993
- Roman : La Gorge (The Throat) par Peter Straub
- Premier roman : The Thread that Binds the Bones par Nina Kiriki Hoffman
- Nouvelle longue : Un méphisto en onyx (Mefisto in Onyx) par Harlan Ellison, La Nuit où ils ont enterré Road Dog (The Night We Buried Road Dog) par Jack Cady et Mourir à Bangkok (Death in Bangkok) par Dan Simmons (ex æquo)
- Nouvelle courte : J'entends les sirènes chanter (I Hear the Mermaids Singing) par Nancy Holder
- Recueil de nouvelles : Alone with the Horrors par Ramsey Campbell
- Livre non-fictif : Once Around the Bloch: An Unauthorized Autobiography par Robert Bloch
- Roman graphique : Jonah Hex: Two Gun Mojo par Joe R. Lansdale
- Grand maître : Vincent Price

#### 1994
- Roman : L'Appel des profondeurs (Dead in the Water) par Nancy Holder
- Premier roman : Grave Markings par Michael Arnzen (en)
- Nouvelle longue : The Scent of Vinegar par Robert Bloch
- Nouvelle courte : The Box par Jack Ketchum et Cafe Endless: Spring Rain par Nancy Holder (ex æquo)
- Recueil de nouvelles : The Early Fears par Robert Bloch
- Livre non-fictif : non attribué
- Roman graphique : non attribué
- Grand maître : Christopher Lee
- Autres médias (pour le scénario) : Jurassic Park – Michael Crichton et David Koepp

#### 1995
- Roman : Zombie par Joyce Carol Oates
- Premier roman : The Safety of Unknown Cities par Lucy Taylor (en)
- Nouvelle longue : Déjeuner au Gotham Café (Lunch at the Gotham Café) par Stephen King
- Nouvelle courte : Tête-à-tête avec Anubis (Chatting with Anubis) par Harlan Ellison
- Recueil de nouvelles : Collection d'automne (The Panic Hand) par Jonathan Carroll
- Livre non-fictif : The Supernatural Index par Mike Ashley (en) et William Contento
- Roman graphique : non attribué
- Grand maître : Harlan Ellison

#### 1996
- Roman : La Ligne verte (The Green Mile) par Stephen King
- Premier roman : Crota par Owl Goingback (en)
- Nouvelle longue : The Red Tower par Thomas Ligotti
- Nouvelle courte : Metalica par P. D. Cacek (en)
- Recueil de nouvelles : The Nightmare Factory par Thomas Ligotti
- Livre non-fictif : H.P. Lovecraft: A Life par S. T. Joshi
- Roman graphique : non attribué
- Grands maîtres : Ira Levin et Forrest J Ackerman

#### 1997
- Roman : Children of the Dusk par Janet Berliner (en) et George Guthridge (en)
- Premier roman : Les Chiens monstres (Lives of the Monster Dogs) par Kirsten Bakis (en)
- Nouvelle longue : Tempête sur le ring (The Big Blow) par Joe R. Lansdale
- Nouvelle courte : Rat Food par Edo van Belkom (en) et David Nickle
- Recueil de nouvelles : Exorcisms and Ecstasies par Karl Edward Wagner
- Livre non-fictif : Dark Thoughts: On Writing par Stanley Wiater
- Roman graphique : non attribué
- Grands maîtres : William Peter Blatty et Jack Williamson

#### 1998
- Roman : Sac d'os (Bag of Bones) par Stephen King
- Premier roman : Dawn Song par Michael Marano
- Livre pour jeunes lecteurs : Bigger Than Death par Nancy Etchemendy (en)
- Nouvelle longue : Mr. Clubb and Mr. Cuff (Mr. Clubb and Mr. Cuff) par Peter Straub
- Nouvelle courte : Le Garçon mort à votre fenêtre (The Dead Boy at Your Window) par Bruce Holland Rogers
- Recueil de nouvelles : Black Butterflies: A Flock on the Dark Side par John Shirley
- Livre non-fictif : DarkEcho Vol. 5 #1-50 par Paula Guran
- Roman graphique : non attribué
- Scénario : Dark City par Alex Proyas et Ni dieux ni démons (Gods and Monsters) par Bill Condon (ex æquo)
- Grands maîtres : Ramsey Campbell et Roger Corman

#### 1999
- Roman : Mr. X (Mr. X) par Peter Straub
- Premier roman : Wither par J. G. Passarella
- Livre pour jeunes lecteurs : Harry Potter et le Prisonnier d'Azkaban (Harry Potter and the Prisoner of Azkaban) par J. K. Rowling
- Nouvelle longue : Cinq jours en avril (Five Days in April) par Brian A. Hopkins et Un été de chien (Mad Dog Summer) par Joe R. Lansdale (ex æquo)
- Nouvelle courte : Aftershock par Francis Paul Wilson
- Recueil de nouvelles : The Nightmare Chronicles par Douglas Clegg
- Livre non-fictif : DarkEcho par Paula Guran
- Roman graphique : Les Chasseurs de rêves (The Sandman: The Dream Hunters) par Neil Gaiman
- Scénario : Sixième Sens (The Sixth Sense) par M. Night Shyamalan
- Grands maîtres : Edward Gorey et Charles L. Grant

### Années 2000
| Sommaire : | - Haut - 2000 - 2001 - 2002 - 2003 - 2004 - 2005 - 2006 - 2007 - 2008 - 2009 |

#### 2000
- Roman : The Traveling Vampire Show par Richard Laymon
- Premier roman : The Licking Valley Coon Hunters Club par Brian A. Hopkins
- Livre pour jeunes lecteurs : The Power of UN par Nancy Etchemendy (en)
- Nouvelle longue : The Man on the Ceiling par Melanie Tem et Steve Rasnic Tem
- Nouvelle courte : Gone par Jack Ketchum
- Recueil de nouvelles : Magie de la terreur (Magic Terror: Seven Tales) par Peter Straub
- Livre non-fictif : Écriture : Mémoires d'un métier (On Writing) par Stephen King
- Roman graphique : La Ligue des gentlemen extraordinaires (The League of Extraordinary Gentlemen) par Alan Moore
- Scénario : L'Ombre du vampire (Shadow of the Vampire) par Steven A. Katz (en)
- Grand maître : Nigel Kneale

#### 2001
- Roman : American Gods (American Gods) par Neil Gaiman
- Premier roman : Deadliest of the Species par Michael Oliveri (en)
- Livre pour jeunes lecteurs : The Willow Files 2 par Yvonne Navarro (en)
- Nouvelle longue : In These Final Days of Sales par Steve Rasnic Tem
- Nouvelle courte : Reconstructing Amy par Tim Lebbon
- Recueil de nouvelles : The Man with the Barbed-Wire Fists par Norman Partridge (en)
- Livre non-fictif : Jobs in Hell par Brian Keene (en)
- Roman graphique : non attribué
- Scénario : Memento par Christopher et Jonathan Nolan
- Grand maître : John Farris

#### 2002
- Roman : The Night Class par Tom Piccirilli
- Premier roman : La Nostalgie de l'ange (The Lovely Bones) par Alice Sebold
- Livre pour jeunes lecteurs : Coraline par Neil Gaiman
- Nouvelle longue : El Dia de los Muertos par Brian A. Hopkins et Mon travail n'est pas terminé (My Work Is Not Yet Done) par Thomas Ligotti (ex æquo)
- Nouvelle courte : The Misfit Child Grows Fat on Despair par Tom Piccirilli
- Recueil de nouvelles : Les Garçons de l'été (One More for the Road) par Ray Bradbury
- Livre non-fictif : Ramsey Campbell, Probably: Essays on Horror and Sundry Fantasies par Ramsey Campbell
- Roman graphique : Nightside par Robert Weinberg
- Scénario : Emprise (Frailty) par Brent Hanley
- Grands maîtres : Stephen King et J. N. Williamson

#### 2003
- Roman : Les Enfants perdus (Lost Boy Lost Girl) par Peter Straub
- Premier roman : The Rising par Brian Keene (en)
- Livre pour jeunes lecteurs : Harry Potter et l'Ordre du phénix (Harry Potter and the Order of the Phoenix) par J. K. Rowling
- Nouvelle longue : Closing Time par Jack Ketchum
- Nouvelle courte : Duty par Gary A. Braunbeck (en)
- Recueil de nouvelles : Peaceable Kingdom par Jack Ketchum
- Livre non-fictif : The Mothers and Fathers Italian Association par Thomas F. Monteleone
- Roman graphique : Nuits éternelles (The Sandman: Endless Nights) par Neil Gaiman
- Scénario : Bubba Ho-tep par Don Coscarelli
- Grands maîtres : Martin H. Greenberg et Anne Rice

#### 2004
- Roman : Le Cabinet noir (In the Night Room) par Peter Straub
- Premier roman : Covenant par John Everson et Stained par Lee Thomas (ex æquo)
- Livre pour jeunes lecteurs : Jours de lumière, nuits de guerre (Abarat: Days of Magic, Nights of War) par Clive Barker et Oddest Yet par Steve Burt (ex æquo)
- Nouvelle longue : The Turtle Boy par Kealan Patrick Burke (en)
- Nouvelle courte : Nimitseahpah par Nancy Etchemendy (en)
- Recueil de nouvelles : Fearful Symmetries par Thomas F. Monteleone
- Livre non-fictif : Hellnotes par Judi Rohrig
- Roman graphique : Heaven's Devils par Jai Nitz
- Scénario : Eternal Sunshine of the Spotless Mind par Charlie Kaufman et Michel Gondry et Shaun of the Dead par Simon Pegg et Edgar Wright (ex æquo)
- Grand maître : Michael Moorcock

#### 2005
- Roman : Accès interdit (Creepers) par David Morrell et Dread in the Beast par Charlee Jacob (en) (ex æquo)
- Premier roman : Scarecrow Gods par Weston Ochse (en)
- Nouvelle longue : Dernier Cri (Best New Horror) par Joe Hill
- Nouvelle courte : We Now Pause for Station Identification par Gary A. Braunbeck (en)
- Recueil de nouvelles : Fantômes - Histoires troubles (20th Century Ghosts) par Joe Hill
- Livre non-fictif : Horror: Another 100 Best Books par Stephen Jones (en) et Kim Newman
- Roman graphique : non attribué
- Scénario : non attribué
- Grand maître : Peter Straub

#### 2006
- Roman : Histoire de Lisey (Lisey's Story) par Stephen King
- Premier roman : Ghost Road Blues par Jonathan Maberry
- Nouvelle longue : Dark Harvest par Norman Partridge (en)
- Nouvelle courte : Tested par Lisa Morton (en)
- Recueil de nouvelles : Destinations Unknown par Gary A. Braunbeck (en)
- Livre non-fictif : Final Exits: The Illustrated Encyclopedia of How We Die par Michael Largo (en) et Gospel of the Living Dead: George Romero's Visions of Hell on Earth par Kim Paffenroth (en) (ex æquo)
- Roman graphique : non attribué
- Scénario : non attribué
- Grand maître : Thomas Harris

#### 2007
- Roman : The Missing par Sarah Langan (en)
- Premier roman : Le Costume du mort (Heart-Shaped Box) par Joe Hill
- Nouvelle longue : Afterward, There Will Be a Hallway par Gary A. Braunbeck (en)
- Nouvelle courte : The Gentle Brush of Wings par David Niall Wilson (en)
- Recueil de nouvelles : Proverbs for Monsters par Michael Arnzen (en) et Five Stories par Peter Straub (ex æquo)
- Livre non-fictif : The Cryptopedia: A Dictionary of the Weird, Strange & Downright Bizarre par Jonathan Maberry et David F. Kramer
- Roman graphique : non attribué
- Scénario : non attribué
- Grands maîtres : John Carpenter et Robert Weinberg

#### 2008
- Roman : Duma Key (Duma Key) par Stephen King
- Premier roman : The Gentling Box par Lisa Mannetti
- Nouvelle longue : Miranda par John R. Little (en)
- Nouvelle courte : The Lost par Sarah Langan (en)
- Recueil de nouvelles : Juste avant le crépuscule (Just After Sunset) par Stephen King
- Livre non-fictif : A Hallowe'en Anthology par Lisa Morton (en)
- Roman graphique : non attribué
- Scénario : non attribué
- Grands maîtres : Francis Paul Wilson et Chelsea Quinn Yarbro

#### 2009
- Roman : Audrey's Door par Sarah Langan (en)
- Premier roman : Damnable par Hank Schwaeble
- Nouvelle longue : The Lucid Dreaming par Lisa Morton (en)
- Nouvelle courte : In the Porches of My Ears par Norman Prentiss
- Recueil de nouvelles : A Taste of Tenderloin par Gene O'Neill (en)
- Livre non-fictif : Writers Workshop of Horror par Michael Knost (en)
- Roman graphique : non attribué
- Scénario : non attribué
- Grands maîtres : Brian Lumley et William F. Nolan

### Années 2010
| Sommaire : | - Haut - 2010 - 2011 - 2012 - 2013 - 2014 - 2015 - 2016 - 2017 - 2018 - 2019 |

#### 2010
- Roman : Messe noire (A Dark Matter) par Peter Straub
- Premier roman : Black and Orange par Benjamin Kane Ethridge (en) et Castle of Los Angeles par Lisa Morton (en) (ex æquo)
- Nouvelle longue : Invisible Fences par Norman Prentiss
- Nouvelle courte : The Folding Man par Joe R. Lansdale
- Recueil de nouvelles : Nuit noire, étoiles mortes (Full Dark, No Stars) par Stephen King
- Livre non-fictif : To Each Their Darkness par Gary A. Braunbeck (en)
- Roman graphique : non attribué
- Scénario : non attribué
- Grands maîtres : Ellen Datlow et Al Feldstein

#### 2011
- Roman : Flesh Eaters par Joe McKinney (en)
- Premier roman : Isis Unbound par Allyson Bird
- Roman pour jeunes adultes : Dust & Decay par Jonathan Maberry et The Screaming Season par Nancy Holder
- Nouvelle longue : The Ballad of Ballard and Sandrine par Peter Straub
- Nouvelle courte : Herman Wouk Is Still Alive par Stephen King
- Recueil de nouvelles : The Corn Maiden and Other Nightmares par Joyce Carol Oates
- Livre non-fictif : Stephen King: A Literary Companion par Rocky Wood (en)
- Roman graphique : Neonomicon par Alan Moore
- Scénario : l'épisode Trois ans plus tard (Afterbirth) de la série American Horror Story, par Jessica Sharzer (en)
- Grands maîtres : Rick Hautala (en) et Joe R. Lansdale

#### 2012
- Roman : La Fille qui se noie (The Drowning Girl) par Caitlín R. Kiernan
- Premier roman : Life Rage par L. L. Soares
- Roman pour jeunes adultes : Flesh & Bone par Jonathan Maberry
- Nouvelle longue : The Blue Heron par Gene O'Neill (en)
- Nouvelle courte : Magdala Amygdala par Lucy A. Snyder
- Recueil de nouvelles : Black Dahlia and White Rose: Stories par Joyce Carol Oates et New Moon on the Water par Mort Castle (en) (ex æquo)
- Livre non-fictif : Trick or Treat: A History of Halloween par Lisa Morton (en)
- Roman graphique : Witch Hunts: A Graphic History of the Burning Times par Rocky Wood (en) et Lisa Morton (en)
- Scénario : La Cabane dans les bois (The Cabin in the Woods) par Joss Whedon et Drew Goddard
- Grands maîtres : Clive Barker et Robert McCammon

#### 2013
- Roman : Docteur Sleep (Doctor Sleep) par Stephen King
- Premier roman : The Evolutionist par Rena Mason (en)
- Roman pour jeunes adultes : Dog Days par Joe McKinney (en)
- Nouvelle longue : The Great Pity par Gary A. Braunbeck (en)
- Nouvelle courte : Night Train to Paris par David Gerrold
- Recueil de nouvelles : The Beautiful Thing That Awaits Us All and Other Stories par Laird Barron (en)
- Livre non-fictif : Nolan on Bradbury: Sixty Years of Writing about the Master of Science Fiction par William F. Nolan
- Roman graphique : Alabaster: Wolves par Caitlín R. Kiernan
- Scénario : l'épisode Bienvenue dans le tombeau (Welcome to the Tombs) de la série The Walking Dead, par Glen Mazzara (en)
- Grands maîtres : R. L. Stine et Stephen Jones (en)

#### 2014
- Roman : Blood Kin par Steve Rasnic Tem
- Premier roman : Mr. Wicker par Maria Alexander
- Roman pour jeunes adultes : Phoenix Island par John Dixon
- Nouvelle longue : Fishing for Dinosaurs par Joe R. Lansdale
- Nouvelle courte : The Vaporization Enthalpy of a Peculiar Pakistani Family par Usman T. Malik (en) et Ruminations par Rena Mason (en) (ex æquo)
- Recueil de nouvelles : Soft Apocalypses par Lucy A. Snyder
- Livre non-fictif : Shooting Yourself in the Head For Fun and Profit: A Writer’s Survival Guide par Lucy A. Snyder
- Roman graphique : Bad Blood par Jonathan Maberry et Tyler Crook
- Scénario : The Babadook par Jennifer Kent
- Grands maîtres : Jack Ketchum et Tanith Lee

#### 2015
- Roman : Possession (A Head Full of Ghosts) par Paul G. Tremblay
- Premier roman : Mr. Suicide par Nicole Cushing
- Roman pour jeunes adultes : Devil’s Pocket par John Dixon
- Nouvelle longue : Little Dead Red par Mercedes M. Yardley
- Nouvelle courte : Happy Joe’s Rest Stop par John Palisano
- Recueil de nouvelles : While the Black Stars Burn par Lucy A. Snyder
- Livre non-fictif : The Art of Horror par Stephen Jones (en)
- Roman graphique : Shadow Show: Stories in Celebration of Ray Bradbury, anthologie dirigée par Sam Weller (en), Mort Castle (en), Chris Ryall (en) et Carlos Guzman
- Scénario : It Follows par David Robert Mitchell
- Grands maîtres : Alan Moore et George A. Romero

#### 2016
- Roman : The Fisherman (The Fisherman) par John Langan (en)
- Premier roman : Haven par Tom Deady
- Roman pour jeunes adultes : Snowed par Maria Alexander
- Nouvelle longue : The Winter Box par Tim Waggoner (en)
- Nouvelle courte : The Crawl Space par Joyce Carol Oates
- Recueil de nouvelles : The Doll-Master and Other Tales of Terror par Joyce Carol Oates
- Livre non-fictif : Shirley Jackson: A Rather Haunted Life par Ruth Franklin
- Roman graphique : Kolchak the Night Stalker: The Forgotten Lore of Edgar Allan Poe par James Chambers
- Scénario : The Witch par Robert Eggers
- Grands maîtres : Dennis Etchison et Thomas F. Monteleone

#### 2017
- Roman : Ararat par Christopher Golden
- Premier roman : Cold Cuts par Robert Payne Cabeen
- Roman pour jeunes adultes : The Last Harvest par Kim Liggett
- Nouvelle longue : Mapping the Interior par Stephen Graham Jones
- Nouvelle courte : Apocalypse Then par Lisa Mannetti
- Recueil de nouvelles : Drôle de temps (Strange Weather) par Joe Hill
- Livre non-fictif : Paperbacks from Hell par Grady Hendrix (en)
- Roman graphique : Liens de sang (Kindred) par Damian Duffy, Octavia E. Butler et John Jennings
- Scénario : Get Out par Jordan Peele
- Grand maître : Linda Addison (en)

#### 2018
- Roman : La Cabane aux confins du monde (The Cabin at the End of the World) par Paul G. Tremblay
- Premier roman : Filles de Rouille (The Rust Maidens) par Gwendolyn Kiste (en)
- Roman pour jeunes adultes : The Dark Descent of Elizabeth Frankenstein par Kiersten White (en)
- Nouvelle longue : The Devil’s Throat par Rena Mason
- Nouvelle courte : Mutter par Jess Landry
- Recueil de nouvelles : That Which Grows Wild par Eric J. Guignard
- Livre non-fictif : It’s Alive: Bringing Your Nightmares to Life par Joe Mynhardt et Eugene Johnson, éds.
- Roman graphique : Victor LaValle’s Destroyer par Victor LaValle, Dietrich Smith et Joana Lafuente
- Scénario : l'épisode La Dame au cou tordu de la première saison de la série The Haunting par Meredith Averill (en)
- Grand maître : Graham Masterton

#### 2019
- Roman : Coyote Rage par Owl Goingback
- Premier roman : The Bone Weaver’s Orchard par Sarah Read
- Roman pour jeunes adultes : Oware Mosaic par Nzondi
- Nouvelle longue : Up from Slavery par Victor LaValle
- Nouvelle courte : The Eight People Who Murdered Me par Gwendolyn Kiste (en)
- Recueil de nouvelles : Growing Things and Other Stories par Paul Tremblay
- Livre non-fictif : Monster, She Wrote: The Women Who Pioneered Horror and Speculative Fiction par Lisa Kröger et Melanie R. Anderson
- Roman graphique : Neil Gaiman’s Snow, Glass, Apples par Neil Gaiman et Colleen Doran
- Scénario : Us par Jordan Peele
- Grand maître : Owl Goingback et Thomas Ligotti

### Années 2020
| Sommaire : | - Haut - 2020 - 2021 - 2022 - 2023 - 2024 |

#### 2020
- Roman : Un bon indien est un indien mort (The Only Good Indians) par Stephen Graham Jones
- Premier roman : The Fourth Whore par EV Knight
- Roman pour jeunes adultes : Un clown dans un champ de maïs (Clown in a Cornfield) par Adam Cesare (en)
- Nouvelle longue : Night of the Mannequins par Stephen Graham Jones
- Nouvelle courte : One Last Transformation par Josh Malerman
- Recueil de nouvelles : Grotesque: Monster Stories par Lee Murray
- Livre non-fictif : Writing in the Dark par Tim Waggoner (en)
- Roman graphique : Mary Shelley Presents par Nancy Holder, Chiara Di Francia et Amelia Woo
- Scénario : Invisible Man par Leigh Whannell
- Grand maître : Carol J. Clover, Jewelle Gomez et Marge Simon (en)

#### 2021
- Roman : Mon cœur est une tronçonneuse (My Heart Is a Chainsaw) par Stephen Graham Jones
- Premier roman : Queen of Teeth par Hailey Piper
- Roman pour jeunes adultes : Une rivière furieuse (The River Has Teeth) par Erica Waters
- Nouvelle longue : Twentieth Anniversary Screening par Jeff Strand (en)
- Nouvelle courte : Permanent Damage par Lee Murray (en)
- Recueil de nouvelles : In That Endlessness, Our End par Gemma Files (en)
- Anthologie : When Things Get Dark: Stories Inspired by Shirley Jackson par Ellen Datlow, éd.
- Livre non-fictif :  Writers Workshop of Horror 2 par Michael Knost (en), éd.
- Roman graphique : The Inhabitant of the Lake par Alessandro Manzetti et Stefano Cardoselli
- Scénario : Sermons de minuit : Livre VI : Actes des apôtres (Book VI: Acts of the Apostles par Mike Flanagan, James Flanagan et Jeff Howard (en)
- Grand maître : Jo Fletcher, Nancy Holder et Kōji Suzuki

#### 2022
- Roman : The Devil Takes You Home par Gabino Iglesias
- Premier roman : Beulah par Christi Nogle
- Roman pour jeunes adultes : The Triangle par Robert P. Ottone
- Roman pour adolescents : They Stole Our Hearts par Daniel Kraus (en)
- Nouvelle longue : The Wehrwolf par Alma Katsu (en)
- Nouvelle courte : Fracture par Mercedes M. Yardley
- Recueil de nouvelles : Breakable Things par Cassandra Khaw (en)
- Anthologie : Screams from the Dark: 29 Tales of Monsters and the Monstrous par Ellen Datlow, éd.
- Livre non-fictif : Writing in the Dark: The Workbook par Tim Waggoner (en)
- Roman graphique : Kolchak: The Night Stalker: 50th Anniversary par James Aquilone, éd.
- Scénario : Black Phone par Scott Derrickson et C. Robert Cargill (en) et l'épisode Chapitre Un : Le club du Feu de l'enfer de la quatrième saison de la série Stranger Things par Matt et Ross Duffer (ex æquo)
- Grand maître : Elizabeth Massie (en), Nuzo Onoh (en) et John Saul

#### 2023
- Roman : The Reformatory par Tananarive Due
- Premier roman : The Daughters of Block Island par Christa Carmen
- Roman pour jeunes adultes : She Is a Haunting par Trang Thanh Tran
- Roman pour adolescents : The Nighthouse Keeper par Lora Senf
- Nouvelle longue : Linghun par Ai Jiang (en)
- Nouvelle courte : Quondam par Cindy O’Quinn
- Recueil de nouvelles : Blood from the Air par Gemma Files (en)
- Anthologie : Out There Screaming par Jordan Peele et John Joseph Adams (en), éds.
- Livre non-fictif : 101 Horror Books to Read Before You're Murdered par Sadie Hartmann
- Texte court non-fictif : Becoming Ungovernable: Latah, Amok, and Disorder in Indonesia par Nadia Bulkin (en)
- Poème: On the Subject of Blackberries par Stephanie M. Wytovich (en)
- Roman graphique : Carmilla: The First Vampire par Amy Chu (en) et Soo Lee
- Scénario : Godzilla Minus One par Takashi Yamazaki
- Grand maître : Mort Castle (en), Cassandra Peterson et Steve Rasnic Tem

#### 2024
- Roman : The Haunting of Velkwood par Gwendolyn Kiste (en)
- Premier roman : The Eyes Are the Best Part par Monika Kim
- Roman pour jeunes adultes : Clown in a Cornfield 3: The Church of Frendo par Adam Cesare (en)
- Roman pour adolescents : There’s Something Sinister in Center Field par Robert P. Ottone et The Creepening of Dogwood House par Eden Royce (ex æquo)
- Nouvelle longue : Coup de Grâce par Sofia Ajram
- Nouvelle courte : Versus Versus par Laird Barron (en)
- Recueil de nouvelles : Love is a Crematorium and Other Tales par Mercedes M. Yardley
- Anthologie : Discontinue If Death Ensues: Tales from the Tipping Point par Carol Gyzander et Anna Taborska
- Livre non-fictif : Horror for Weenies: Everything You Need to Know About the Films You’re Too Scared to Watch par Emily C. Hughes
- Texte court non-fictif : Blacks in Film and Cultivated Bias par Lisa Wood
- Poème: Mexicans on the Moon: Speculative Poetry from a Possible Future par Pedro Iniguez
- Roman graphique : H. P. Lovecraft’s The Call of Cthulhu par Gō Tanabe
- Scénario : The Substance par Coralie Fargeat
- Grand maître : David Cronenberg, Susan Hill, et Del et Sue Howison